# 蔡正国
蔡正国（1909年—1953年），江西永新县丰田村人，中国人民解放军军事将领。
1932年，参加中国工农红军。1934年，参加长征，任红三军团教导营一连支部书记。抗日战争期间，参加平型关战斗，担任115师补充团参谋长，后改任115师独立支队第一团参谋长，后率部进入山东，担任团长。1945年，担任山东军区第六师副师长兼参谋长，后进入东北，任第二纵队参谋长、四纵十一师师长、十师师长，期间率部参加塔山战役，抵御国军精锐独立第95师轮番进攻，并最终镇守阵地，后升任第四野战军第41军121师师长。随后率部南进，1949年7月，担任第四十军副军长，参加衡宝战役、海南岛战役等。1950年，率部参加朝鲜战争，同年12月26日，调任第五十军副军长、代理军长。1953年4月，第五十军军部被美军侦察到，随后被空袭，蔡正国重伤阵亡。其为朝鲜战争中志愿军牺牲的最高级别指挥员。